# Valeriana tangutica
Valeriana tangutica là một loài thực vật có hoa trong họ Kim ngân. Loài này được Batalin miêu tả khoa học đầu tiên năm 1894.